# Patrick Lau Kim Pong
Patrick Lau Kim Pong (* 24. November 1974) ist ein singapurischer Badmintonspieler. 

## Karriere
Patrick Lau Kim Pong wurde bei den Brunei Open 1995 Dritter im Doppel mit Tan Sian Peng ebenso wie bei den Australia Open 1997, den Korea International 1997 und dem Smiling Fish 1998. Ein Jahr später wurde er beim Smiling Fish Zweiter mit Amon Santoso, mit welchem er auch bei der Weltmeisterschaft 2001 startete und 33. wurde.

## Sportliche Erfolge
| Saison | Veranstaltung     | Disziplin    | Platz | Name                                |
| ------ | ----------------- | ------------ | ----- | ----------------------------------- |
| 1999   | Hongkong Open     | Herrendoppel | 5     | Patrick Lau Kim Pong / Amon Santoso |
| 2001   | Weltmeisterschaft | Herrendoppel | 33    | Amon Santoso / Patrick Lau Kim Pong |